# Bradford Young
Bradford Young (Louisville, 6 de julho de 1977) é um diretor de fotografia estadunidense.

## Filmografia
- White Lies, Black Sheep (2007)
- Pariah (2011)
- Restless City (2011)
- Middle of Nowhere (2012)
- Ain't Them Bodies Saints (2013)
- Mother of George (2013)
- Vara: A Blessing (2013)[4]
- Selma (2014)
- A Most Violent Year (2014)
- Pawn Sacrifice (2015)
- Arrival (2016)
- Where Is Kyra? (2017)
- Solo: A Star Wars Story (2018)
- When They See Us (2019)